# احمد کورال
احمد کورال (ترکی استانبولی: Ahmet Kural؛ زادهٔ ۱۰ نوامبر ۱۹۸۲) هنرپیشه اهل ترکیه است. وی از سال ۲۰۰۷ میلادی تاکنون مشغول فعالیت بوده‌است.